# Anzacs (mini-série)
 (mai 2021).
Production
Diffusion
Anzacs (du nom des membres des corps d'armée australien et néo-zélandais) est une mini-série télévisée australienne de 1985 découpée en cinq parties crée par John Dixon et John Clarke et diffusée sur Nine Network.
Elle se déroule durant la Première Guerre mondiale. La série suit la vie d'un groupe de jeunes hommes australiens qui s'enrôlent dans le 8e bataillon australien de la première force impériale australienne en 1914, combattant d'abord à Gallipoli en 1915, puis sur le front de l'ouest.
La série fait suite aux films de guerre australiens de la nouvelle vague tels que Héros ou Salopards (1980), Gallipoli (1981) et précède La Chevauchée de feu (1987). Ces derniers décrivent les valeurs australiennes, comme la camaraderie et le larrikinisme (en), la perte de l'innocence dans la guerre, ainsi que la poursuite de la maturité de la nation australienne et de ses soldats.

## Distribution

### Rôles principaux
- Andrew Clarke : Martin Barrington
- Jon Blake : Robert Flanagan
- Paul Hogan : Pat Cleary
- Christopher Cummins : Roly Collins
- Jonathan Sweet : Bill Harris
- Megan Williams : Kate Baker
- Shane Briant : Kaiser Schmidt
- Alec Wilson : Pudden Parsons
- Peter Finlay : Bluey
- Bill Kerr : General Monash

### Rôles additionnels
- Tony Bonner : Harold Armstrong
- David Lynch : Max Earnshaw
- Ilona Rodgers : Lady Thea Barrington
- Elaine Lee
- Robert Coleby : Reverend Lonsdale
- Peter Browne : Carter

## Production

### Développement et tournage
La série est produite par Geoff Burrowes pour Nine Network. Les épisodes sont réalisés par Pino Amenta, John Dixon ou George Miller (de L'Homme de la rivière d'argent). La consultante historique est Patsy Adam-Smith et le tournage s'est déroulé sur 20 semaines,.
Les acteurs jouant des officiers et des politiciens britanniques sont presque tous des Néo-Zélandais . La majorité des figurants jouant des rôles de soldats sont des membres actifs de l'armée australienne. Cela a été fait pour limiter les coûts afin que les acteurs n'aient pas à apprendre à agir en tant que soldats ou à utiliser une armes. De nombreux acteurs apparaissent également dans la série télévisée américaine Mission Impossible, tournée principalement en Australie.
Dans un des épisodes, un soldat australien remarque que la campagne française lui rappelle Daylesford à Victoria, en Australie. Il s'agit d'une blague car la scène a réellement été tournée près de Daylesford.

### Fiche technique
- Titre original : Anzacs
- Création :
  - John Dixon
  - John Clarke
- Musique :
  - Bruce Rowland
  - Keith Wagstaff (musique du générique)
- Production :
  - Geoff Burrowes
  - Dennis Wright
  - John Dixon George
  - T. Miller
  - Pino Amenta
- Budget : 8 196 000 $
- Pays d'origine :  Australie
- Langue originale : Anglais
- Genre : guerre
- Nombre d'épisodes : 5
- Date de première diffusion : 12 janvier 1987

### Diffusion internationale
La série a été diffusée pour la première fois au Royaume-Uni du 12 au 16 janvier 1987 en après-midi de semaine.
Le film est rediffusé les dimanches soir de juin et juillet 1987 sur BBC One aux heures de grande écoute.

### Médias
La série complète sort sur VHS à la fin des années 1990 en Australie. Un jeu de 3 DVD est disponible. Le DVD décompose le contenu des épisodes comme suit :
- The Great Adventure
- The Big Push
- The Devils Arithmetic
- Fields of Fire
- Now There was a Day

La durée totale est de 513 minutes (bonus exclus), ou 520 minutes (bonus inclus). Le DVD comprend également un making-of : History in the Making - The Making of Anzacs. Il est présenté par l'acteur australien Charles Bud Tingwell qui a servi dans les Forces aériennes royales australienne pendant la Seconde Guerre mondiale et comprend des interviews (au moment du tournage) de Geoff Burrowes et John Dixon ainsi que certains acteurs.
Une version condensée du film, réduite à deux heures, sort en VHS aux États-Unis. La série n'a pas été publiée sur DVD dans d'autres régions du monde. Un ensemble de 3 DVD est cependant  disponible aux Pays-Bas. Bien que le coffret comporte un texte néerlandais au dos de la couverture et des sous-titres néerlandais, il constitue une option viable pour les téléspectateurs britanniques ou anglophones en Europe.

## Épisodes
1. The Great Adventure
2. The Big Push
3. The Devils Arithmetic
4. Fields of Fire
5. Now There Was A Day

## Accueil
Bien notée grâce à son humour et sa fiabilité historique, la série a été « un énorme succès de notation pour le Nine Network lors de sa diffusion ». James Anthony parle de la série: 

« Les scènes de bataille sont formidables et les tranchées boueuses du front occidental semblent assez froides et horribles. Une partie du jeu des acteurs s'écarte un peu de la réalité et il y a parfois un peu trop de jeu sur le larrikinisme et l'ockerness, mais dans l'ensemble, c'est un film dramatique de qualité avec de bons personnages »

Dans le livre de 2003 Les Anzacs allemands et la Première Guerre mondiale de John F. Williams, de nombreuses précisions sont fournis Anzacs est décrit comme un très long film  formaté en un feuilleton télévisé. Bien que beaucoup de soin, de recherche et de financement aient évidemment été consacrés à rendre les scènes de bataille et l'ambiance historique aussi réalistes que possible, les personnages sont parfois un peu clichés. Malgré cela, Anzacs regorge de réalisme et décrit des scènes subtiles.

## Musique
Le compositeur australien Bruce Rowland a composé la bande originale de la série qui a  popularisé de nombreuses anciennes chansons de l'époque. La chanson classique australienne Waltzing Matilda est entendue à plusieurs reprises, tout comme It's a Long Way to Tipperary. Plusieurs chansons du film satirique Oh, What a Lovely War ! ont également été utilisés, comme Je portais une tunique. Les cloches de l'enfer et d'autres numéros d'époque, comme Si vous étiez la seule fille et Gardez les feux de la maison allumés ont été interprétés par des acteurs du film.
Une cassette de 45 minutes de la bande originale, intitulée ANZACS : bande originale de la mini-série télévisée, est sortie en 1985.
Liste des musiques  :
- Opening theme
- Riding with Kate
- Martin and Kate's love theme
- Young German's letter
- Off to war
- MacArthur gets hit
- Ma Baker meets Rolly's mum
- The battle for Gallipoli
- We're going home
- Keep the Home Fires Burning
- Oh, What a Lovely War! (en)
- Rolly meets Marie
- Mademoiselle from Armentières (en)
- Palm Court Waltz
- Lt. Harold Armstrong
- Hello, hello, who's your lady friend
- The French cafe
- Pompey Elliott's march
- The war in Europe
- Sad reflections